# Denis Mojstrovič
Denis Mojstrovič, slovenski nogometaš in trener, * 17. oktober 1986, Novo mesto.
Mojstrovič je nekdanji profesionalni nogometaš, ki je igral na položaju vezista. Večji članske kariere je igral za Krko, za katero je med letoma 2004 in 2017 odigral 298 tekem in dosegel 22 golov. Ob koncu kariere je igral tudi za Ivančno Gorico. Skupno je v prvi slovenski ligi odigral 75 tekem in dosegel dva gola. 